# CP200
O CP 200 foi um computador doméstico brasileiro produzido pela empresa Prológica a partir de 1982. Era compatível em software e hardware com o Sinclair ZX81 britânico, embora fosse uma cópia menos literal do que as máquinas concorrentes (TK82C e TK83), produzidas pela Microdigital Eletrônica. Existiram dois modelos de CP200, gabinetes muito parecidos, mas o modelo 1 continha o logotipo da Prológica em alto relevo e tinha o gabinete um pouco menor, enquanto o modelo 2, continha uma placa com o logotipo na mesma posição. Posteriormente, a Prológica redesenhou o gabinete, acrescentou uma saída para monitor de vídeo, fonte de alimentação externa, e relançou o produto como "CP200S".

## Características
- Memória:
  - ROM: 8 KiB
  - RAM: 16 KiB (não expansível internamente)
- Teclado: mecânico simplificado com retorno auditivo ("bipe"), tipo calculadora, com 43 teclas, incluindo duas teclas vermelhas que acionadas em conjunto provocavam um reset na máquina.
- Display:CP200 Modelo I

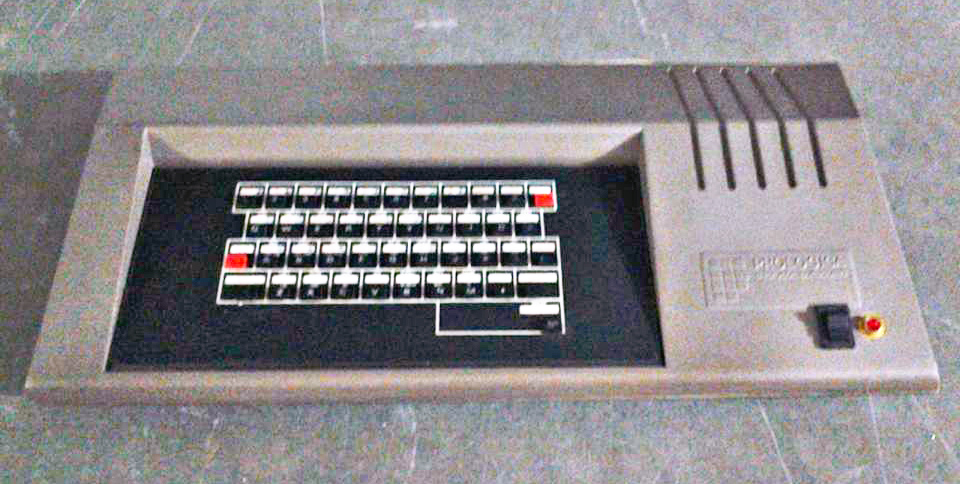
CP200 Modelo I

  - 22 X 32 texto (em "vídeo inverso": caracteres claros sobre fundo escuro)
  - 64 x 44 ("semi-gráfico")
- Expansão:
  - 1 slot de 50 pinos (CP200: na lateral; CP200S: na traseira)
- Portas:
  - 1 saída para TV (modulador RF, canal 3)
  - 1 saída para monitor (apenas no CP200S)
  - Interface de casseteCP200 Modelo II
  - 1 soquete para joystick
- Armazenamento:

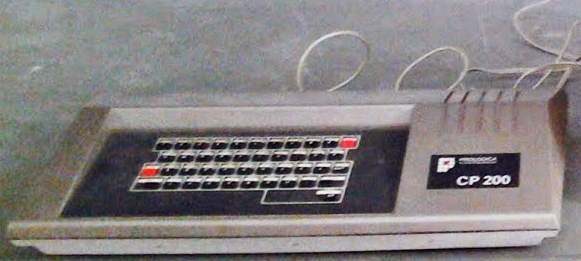
CP200 Modelo II

  - Gravador de cassete (a 500/1500 bauds)